# Reprezentacja Chile w piłce siatkowej mężczyzn
Reprezentacja Chile w piłce siatkowej mężczyzn - narodowa drużyna reprezentująca Chile w rozgrywkach międzynarodowych. W latach 60 oraz 80 XX wiekw, zespół Chile był jedną z najlepszych drużyn w Ameryce Południowej jednakże w ciągu następnych lat dominującą pozycję na kontynencie zdobyły zespoły Brazylii oraz Argentyny. Drużyna zajmuje 31. miejsce (lipiec 2014) w rankingu FIVB.
Do największych sukcesów zespołu chilijskiego zalicza się pięć medali Mistrzostw Ameryki Południowej oraz 12 miejsce w Mistrzostwach Świata w 1995 roku.

## Osiągnięcia
Mistrzostwa Świata:
- 1982 – 23. miejsce
- 2025 –

Mistrzostwa Ameryki Południowej:
- 2. miejsce - 1961
- 3. miejsce - 1967, 1981, 1983, 1993, 2019, 2021

Puchar Panamerykański:
- 2023[2]